# バオラック県

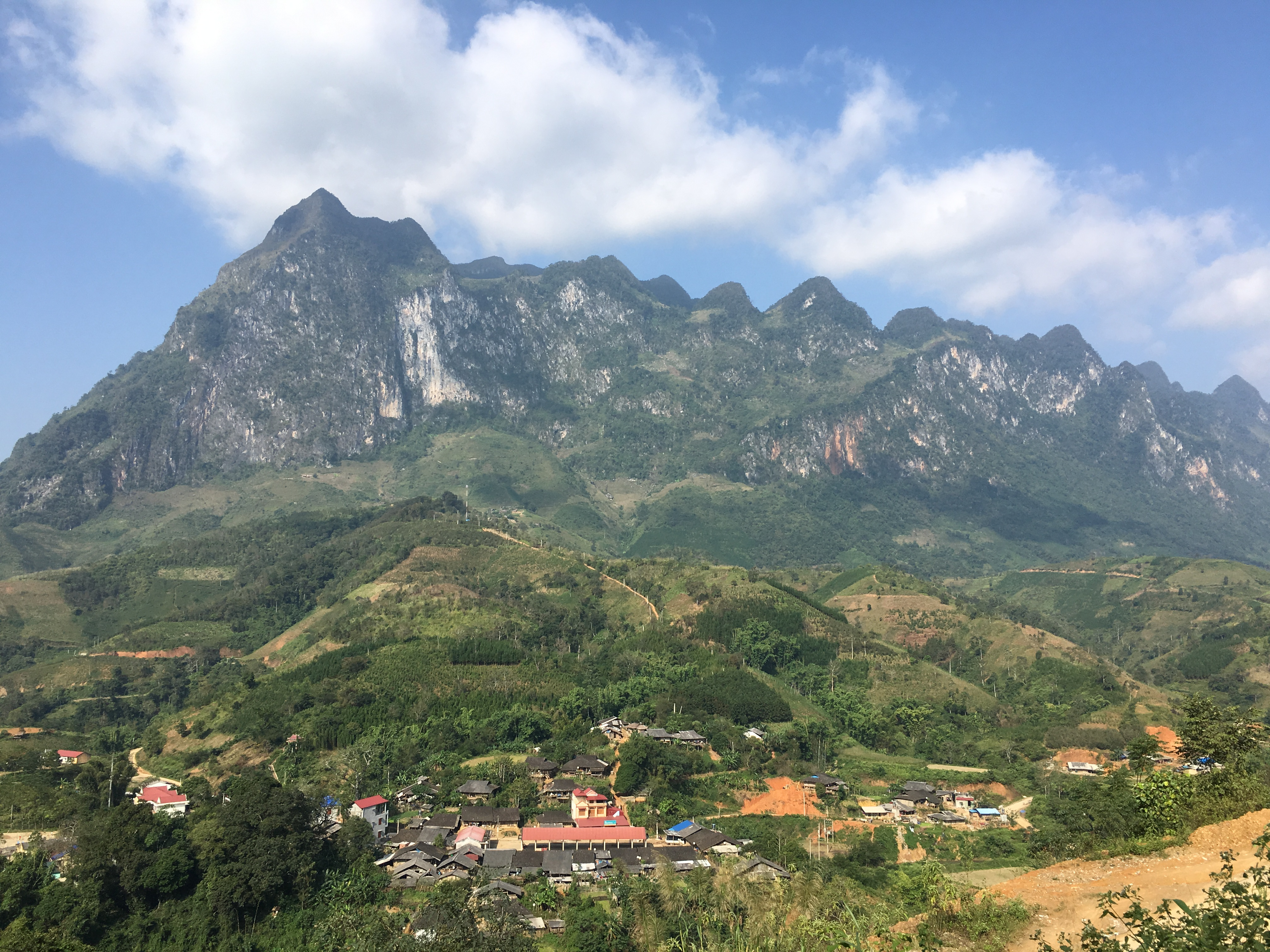

バオラック県（バオラックけん、ベトナム語：Huyện Bảo Lạc / 縣保樂?）は、ベトナム社会主義共和国カオバン省の県。面積は918km²、人口は57,820人（2018年）である。

## 行政区画
1市鎮16社から構成される。